# Pterolophia nigrocirculatipennis
Pterolophia nigrocirculatipennis är en skalbaggsart som beskrevs av Stefan von Breuning 1965. Pterolophia nigrocirculatipennis ingår i släktet Pterolophia och familjen långhorningar.
Artens utbredningsområde är Laos. Inga underarter finns listade i Catalogue of Life.